# Henioc
Henioc (en llatí Heniochus, en grec antic Ἡνίοχος = "auriga") fou un poeta còmic atenenc de la comèdia mitjana.
Suides menciona les seves obres:
- Τροχίλος
- Ἐπίκληρος
- Γοργόνες
- Πολυπράγμων
- Θωρύκιον
- Πολύευκτος
- Φιλέταιρος
- Δὶς ἐξαπατώμενος

Suides fa una curiosa referència i diu que Polieuctos va escriure una obra que s'anomenava Ἡνίοχος (Henioc). L'obra Πολύευκτος (Polieuctos) escrita per Henioc fa referència a un orador del temps de Demòstenes. Ateneu de Naucratis va preservar alguns fragments de les obres d'Henioc.